# Scleromeris guazumae
Scleromeris guazumae är en svampart som beskrevs av Syd. 1926. Scleromeris guazumae ingår i släktet Scleromeris, divisionen sporsäcksvampar och riket svampar.   Inga underarter finns listade i Catalogue of Life.